# Buffalo Forge Company

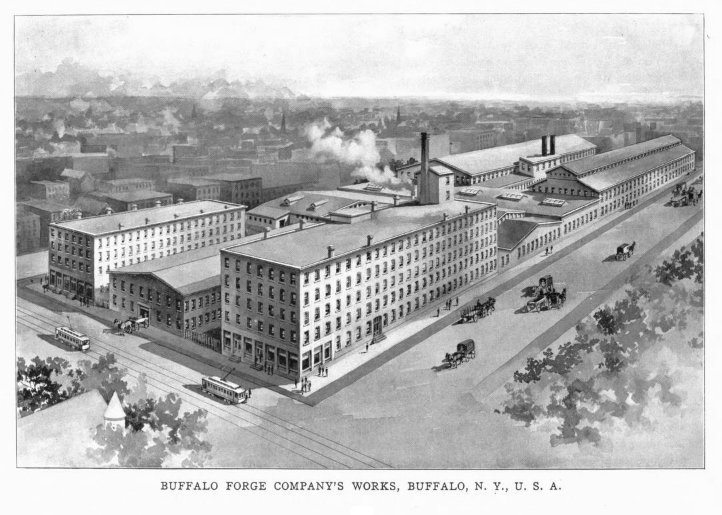
Usine de la Buffalo Forge en 1899

La Buffalo Forge Company a été formé en 1878 à Buffalo (New York), en tant que fabricant des forges de forgeron, perceuses, machines à vapeur, appareils de chauffage, ventilateurs et systèmes d'échappement d'air. 
En 1902, Willis Haviland Carrier, un ingénieur à Buffalo Forge, soumet des dessins pour ce qui est devenu reconnu comme le premier système de climatisation moderne au monde. En 1915, il a quitté la société pour former la Carrier Engineering Corporation.

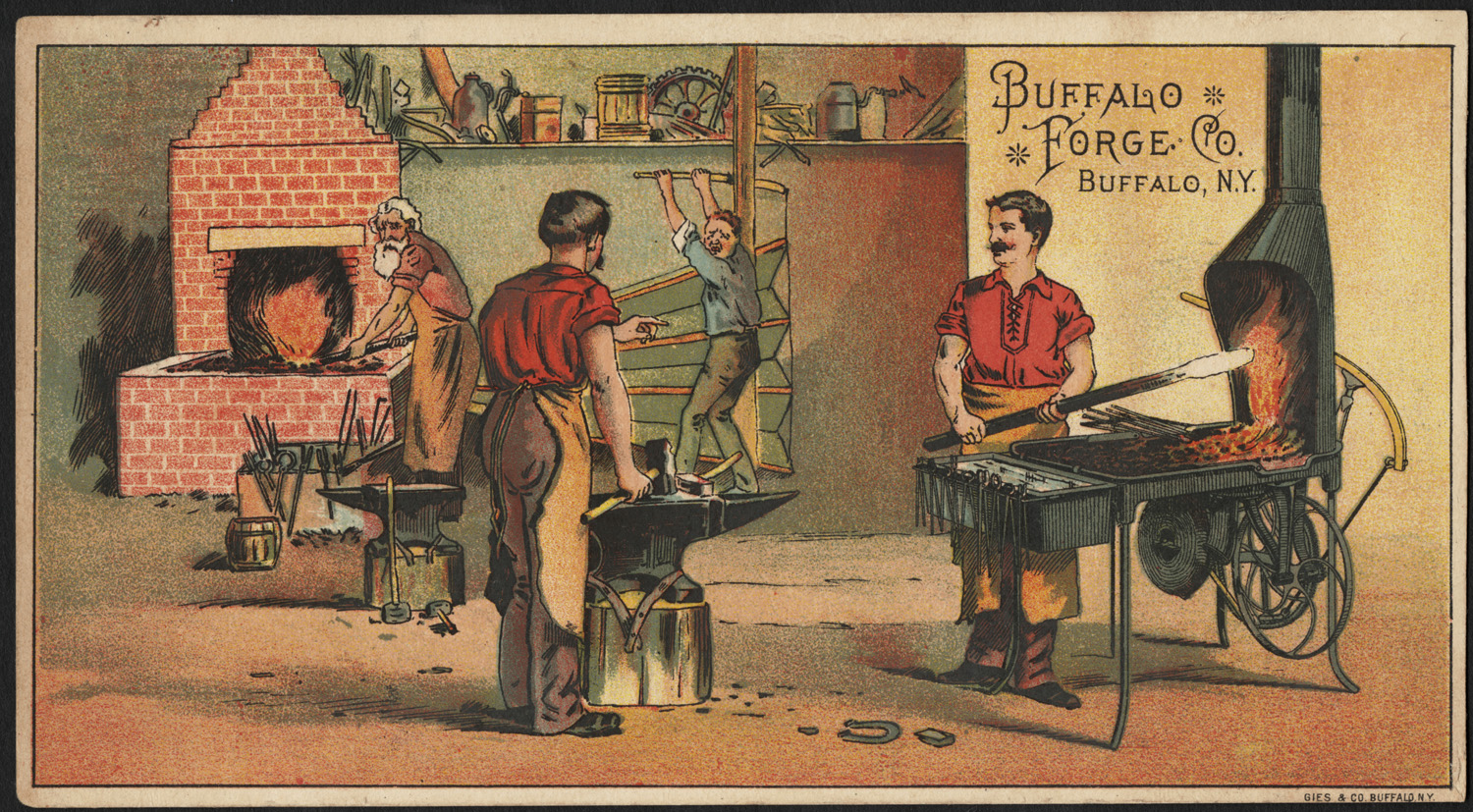
Pub pour la compagnie, environ 1870-1900.

La compagnie sera achetée en partie en 1993 par la compagnie Howden North America. Les restes de la compagnie forment le Buffalo Machines, Inc, anciennement connu sous le nom « Division de la machine-outil de Buffalo Forge ».